# Фазлия, Неджад
Неджа́д Фазли́я (босн. Nedžad Fazlija, род. 25 февраля 1968 года; Фоча, СФР Югославия) — боснийский стрелок из винтовки, участник пяти летних Олимпийских игр.

## Спортивная биография
Свою спортивную карьеру Неджад Фазлия начал в 1982 году. На мировых первенствах боснийский спортсмен дебютировал в 1994 году на чемпионате мира в Милане. В соревнованиях по стрельбе из винтовки в положение лёжа Неджад занял 12 место, которое по-прежнему остаётся наивысшим достижением спортсмена на чемпионатах.
На Олимпийских играх Фазлия впервые выступил на играх 1996 года в Атланте. Лучшим результатом стало 18 место в стрельбе из винтовки с трёх позиций.
Спустя 4 года на Олимпийских играх в Сиднее Неджад Фазлия сотворил небольшую сенсацию, сумев пройти в финал соревнований в стрельбе из пневматической винтовки с 10 метров. Занимая после квалификации 8 место, боснийский спортсмен в финале показал четвёртый результат (101,4) и поднялся в итоговой таблице на 6 место. Ещё в двух дисциплинах Фазлия не смог попасть даже в тридцатку сильнейших.
В 2004 году на Олимпийских играх в греческих Афинах Фазлия был знаменосцем сборной Боснии и Герцеговины на церемонии открытия игр. В стрелковой программе игр Неджад вновь принял участие в трёх дисциплинах. Но, повторить достижение прошлых игр боснийцу не удалось. Лучшим результатом для спортсмена стало 33 место в стрельбе из трёх положений.
В 2008 году, на своих четвёртых Олимпийских играх, Неджад Фазлия рассчитывал пробиться в 30-ку лучших спортсменов хотя бы в одной дисциплине из трёх, но лучшим результатом вновь стало лишь 35-е место в стрельбе из пневматической винтовки с 10 метров.

## Результаты на Олимпийских играх
| Олимпийские игры               | Олимпийские игры | Олимпийские игры | Олимпийские игры | Олимпийские игры | Олимпийские игры |
| Дисциплина                     | 1996             | 2000             | 2004             | 2008             | 2012             |
| ------------------------------ | ---------------- | ---------------- | ---------------- | ---------------- | ---------------- |
| Винтовка, 50 м, три позиции    | 18 1162          | 41 1132          | 33 1144          | 43 1148          | 38 1149          |
| Винтовка, 50 м, положение лёжа | 51 583           | 34 590           | 44 585           | 45 586           | 45 587           |
| Винтовка, 10 м                 | 25 586           | 6 591+101,7      | 35 587           | 35 588           | 44 585           |